# Mecsekpölöske
Mecsekpölöske je vas na Madžarskem, ki upravno spada pod podregijo Komlói Županije Baranja.